# Аженуа

Графство Аженуа на карте Франции в 1030 году (в составе герцогства Гасконь).

Аженуа (фр. Agenais или Agenois) был древним регионом, располагавшимся к югу от Перигора, который впоследствии стал графством Ажене.
В древней Галлии этот регион был страной нитиоброгов со столицей в Агинне, которая в IV веке была Civitas Agenensium, входившей в состав Aquitania Secunda и образовавшей епархию Ажена. С 833 по 848 год вся земля, похоже, была разорена викингами. В целом разделив судьбу Аквитании в периоды Меровингов и Каролингов, Аженуа примерно с 886 г. стал наследственным графством в части страны, которая сейчас называется Гасконь. Первым графом Аженуа (граф д'Ажен) был Вильгельм I Перигорский (ум. 920), сын Вульгрина I Ангулемского.
В 1038 году это графство было куплено Гильомом, герцогом Аквитании и графом Пуатье. Брак Алиеноры Аквитанской с будущим Генрихом II в 1152 году привел графство под власть Анжуйского дома Плантагенетов. Когда Ричард Львиное Сердце женил свою сестру Жанну на Раймунде VI, графе Тулузы, в 1196 году, Аженуа входил в состав приданого принцессы и входил в состав других поместий последнего независимого графа Тулузы. В 1212 году, во время альбигойского крестового похода, Симон де Монфор захватил катарскую крепость Пенн-д'Ажене и сжег катаров на костре. По Парижскому договору 1259 года Людовик IX согласился платить ежегодную ренту Генриху III за владение Людовиком Аженуа. Поместья Аженуа перешли к французской короне в 1271 году.
Однако это длилось недолго; король Франции был вынужден признать прежние права короля Англии на владение графством и вернул его ему в 1279 году. Во время Столетней войны между англичанами и французами Аженуа часто переходило из рук в руки. Окончательное отступление англичан в 1453 году, наконец, оставило короля Франции с мирными владениями.
В 1561 году Гиень стала провинцией и включала Борделе, Базаде, Лимузен, Перигор, Керси, Руэрг, Ажене, Сентонж и Ангумуа. С тех пор Аженуа стала не более, чем административным термином. В конце Ancien Régime он входил в состав правительства Гиень, а во время революции он был включен в состав департамента Ло-и-Гаронна, из которого он составляет всю территорию. Титул графа Аженуа, которому короли Англии позволили выйти из употребления, был возрожден королями Франции, и в 1789 году он принадлежал семье герцогов Ришельё.